# Herbert Hall Turner
Herbert Hall Turner (Leeds, 13 de agosto de 1861-Estocolmo, 20 de agosto de 1930) fue un astrónomo y sismólogo británico.

## Semblanza
Hall se formó en el Clifton College y en el Trinity College de la Universidad de Cambridge. En 1884 aceptó el puesto de asistente del director en el Real Observatorio de Greenwich, donde permaneció durante nueve años. En 1893 consiguió la cátedra de Profesor Saviliano de Astronomía y Director del Observatorio Radcliffe en la Universidad de Oxford, cargo que conservó a lo largo de 37 años, hasta su muerte repentina en 1930.
Fue uno de los observadores en las Expediciones de Seguimiento de Eclipses de 1886 y 1887. En sismología,  realizó el descubrimiento de los terremotos de foco profundo. Así mismo, acuñó el término pársec, de uso común en astronomía,
Su cita de candidatura a la Royal Society de 1897 resume su carrera: Secretario de la Sociedad Astronómica Real. Era Ayudante en Jefe en el Observatorio Real, Greenwich 1884-1894. Autor de varios artículos, entre los cuales pueden ser mencionados:
- «En la corrección de la teoría del Equilibrio de mareas para los continentes» (con G H Darwin, Proc.RS. v. lx)
- «Informe de las observaciones del eclipse solar total del 29 Ago. 1886» (Phil Trans. v. 180A),
- «Sobre el Método de Edgeworth para reducir las observaciones que relacionan varias cantidades» (Phil. Mag. v. 24).
- «Sobre las Intersecciones de Leath» (Avisos Mensuales R.A.S. v. xlvi).
- «Sobre las observaciones para la coincidencia de colimadores en el Real Observatorio de Greenwich» (M,N. v. xlv Y liii).
- «Sobre las variaciones de nivelación en contra del Círculo de Tránsito en el Real Observatorio de Greenwich» (M.N. v. xlvii).
- «Sobre la longitud de París» (M.N. v. li).
- «Sobre la Fotografía estelar» (M.N. v. xlix Y liv)
- «Sobre la discordancia en R-D» (M.N. v. Liii p. 374 y 424, v. Liv p. 486, Mem Parte. 3. v. ii);
- «Sobre formas nuevas de niveles» (M.N. v. Lii).
- «Conferencias del Cabo (1880) y Greenwich (1880)»
- «Catálogos de estrellas» (Mem. Rs.F.S, v. Li).
- «Sobre la reducción de medidas de placas fotográficas» (N.N. v. LiV)

Editó la primera historia oficial de la Real Sociedad Astronómica junto con John Louis Emil Dreyer, en la publicación titulada Historia de la Real Sociedad Astronómica 1820-1920 (1923, reimpresa en 1987).
Murió debido a una hemorragia cerebral en 1930 durante una conferencia en Estocolmo. Se había casado con Agnes Margaret Whyte en 1899; tuvieron una hija, Ruth Turner, que trabajaría como doctora en el Hospital St Mary de Londres.
Unos cuantos meses antes de la muerte de Turner en 1930, el Observatorio Lowell anunció el descubrimiento de un nuevo planeta, y una escolar de once años de Oxford, Venetia Burney, propuso el nombre de Plutón para el nuevo planeta a su abuelo Falconer Madan, miembro jubilado de la Biblioteca Bodleiana. Madan a su vez pasó el nombre a Turner, quién se lo telegrafió a sus colegas del Observatorio Lowell en los Estados Unidos. El nuevo planeta fue oficialmente denominado «Plutón» el 24 de marzo de 1930.

## Reconocimientos
- Profesor Saviliano de Astronomía en la Universidad de Oxford[9]
- Socio del Trinity y de la Real Sociedad Astronómica.
- Ayudante en Jefe en el Real Observatorio de Greenwich.
- Miembro de la Royal Society desde junio de 1897[10]
- En 1913 y 1915 fue el lector invitado para de la Conferencia de Navidad de la Institución Real, con las exposiciones tituladas Un Viaje en el Espacio y Mensajes Inalámbricos de las Estrellas.
- Medalla Bruce (1927)

## Eponimia
- El cráter lunar Turner lleva este nombre en su memoria.[11]
- El asteroide (1186) Turnera también conmemora su nombre.[12]

## Trabajos
- Astronomical Discovery Gutenberg ebook con placas fotográficas, originalmente publicado en 1904.